# Sociedad Internacional de Historia de la Planificación
Sociedad Internacional de Historia de Planificación  (International Planning History Society (IPHS)) es una organización académica internacional para historia del urbanismo. La organización se estableció en 1974 en la University of Leicester, en Leicester, England como un grupo académico llamado "Planning History Group". En 1993, se convirtió en una organización internacional con facultades de arquitectura y planificación urbana en todo el mundo y el nombre cambió a "International Planning History Society".